# Passerelle (informatique)
Pour les articles homonymes, voir Passerelle.
En informatique, une passerelle  (en anglais, gateway) est le nom générique d'un dispositif permettant de relier deux réseaux informatiques de types différents, par exemple un réseau local et le réseau Internet.

Exemple de passerelle jouant le rôle de pare-feu entre un LAN (réseau local) et un WAN (réseau étendu).

## Types de passerelles
Il existe différents types de passerelles :
- un répéteur est une passerelle de niveau 1,
- un pont une passerelle de niveau 2
- un relais, souvent appelé routeur, une passerelle de niveau 3[1].

Dans le routage (IGP et BGP par exemple), le terme de passerelle par défaut (default gateway) est utilisé alors qu'il s'agit de routage au niveau IP ; il est donc utile de préciser dans ce cas que l'on parle de passerelle réseau pour éviter toute ambiguïté.

## Fonctionnement
Le terme passerelle désigne plus couramment le modem-routeur ou box qui permet de relier un réseau local au réseau Internet. Une passerelle effectue donc le routage des paquets mais peut également effectuer des traitements plus évolués sur ceux-ci. Le plus souvent, elle sert également de pare-feu, de proxy, effectue de la qualité de service, etc.